# Протестантизм в Зимбабве

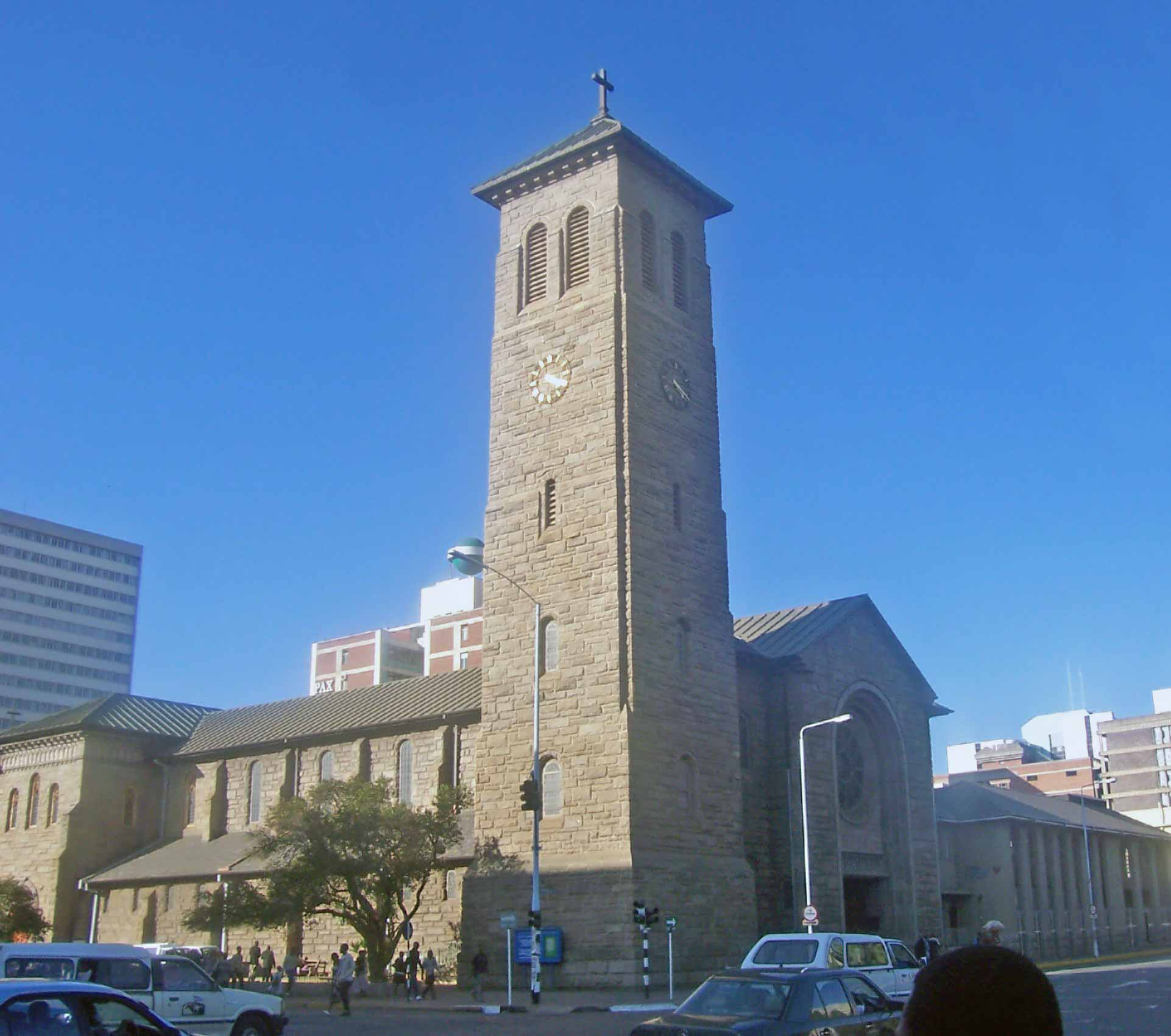
Англиканская церковь в г. Хараре

Протестантизм в Зимбабве появляется благодаря Лондонскому миссионерскому обществу и английской колонизации в XIX веке.   
В 2009 году Совет церквей Зимбабве сообщил, что 68% зимбабвийцев являются христианами, из них 14% – протестанты, 8% – католики, 7% – апостолы, 3% – англиканцы и 37% – независимые христиане.   

## История
Европейское проникновение на территорию Зимбабве начинается в середине XIX в., когда здесь появляются первые белые промышленники и торговцы, привлеченные плодородными почвами и богатыми месторождениями полезных ископаемых, в том числе золота. Основу населения страны составляли народы группы банту – шона (прежнее название – машона), более 80 % всего населения, и ндебеле (матабеле), около 15 %. Первыми на земле ндебеле появились миссионеры Лондонского миссионерского общества, которые в 1859–1860 гг. по разрешению верховного вождя Моселекатсе построили здесь первые миссионерские станции. 
В 1859 году Роберт Моффат приобрел участок земли у короля ндебеле Мзиликази для создания общины. В 1885 году епископ Англиканской церкви Джордж Найт-Брюс из Южной Африки посетил Ндебелеленд и получил разрешение на создание миссии. С этого момента в страну хлынули протестантские миссионеры: в 1891 году Нидерландская реформатская церковь основывает миссию в Моргенстере, в то же время методисты и Армия спасения прибывают в форт Солсбери в Машоналенде. 
В конце 1890-х в Родезию хлынули другие протестанты, в том числе с юга: Африканская генеральная миссия; Церковь Христа; Пресвитерианская церковь Южной Африки; Пресвитерианская церковь Шотландии; Церковь Швеции; Миссия шведской свободной церкви; Южноафриканское баптистское миссионерское общество и т.д.  Британцы работали в основном среди белых поселенцев, а американцы — среди коренных африканцев. В 1891 году в стране была основана миссионерами голландской реформатской церкви Реформатская церковь Зимбабве.  
Кроме того, методистская церковь в Зимбабве позже сыграла важную роль в политической жизни уже независимого государства. Абель Музорева, первый зимбабвиец, рукоположенный в Епископы, некоторое время занимал пост премьер-министра страны в неудачной попытке строительства постколониального правительства. В 1990-х годах методисты основали Африканский университет в Мутаре. Особую роль в истории протестантизма сыграли и местные верования, так Йохан Маранге (1912–1963 гг.), мелкий служащий методистской церкви, заявил, что в 1932 году голос сказал ему, что он должен быть «Иоанном Крестителем и апостолом». Он должен проповедовать и учить соблюдению ветхозаветных законов (включая саббатианство). Так была основа Африканская апостольскую церковь, начавшая служение в Зимбабве и соседних странах. Сейчас это вторая по величине церковь в Зимбабве.  

## Влияние протестантизма

### Больницы

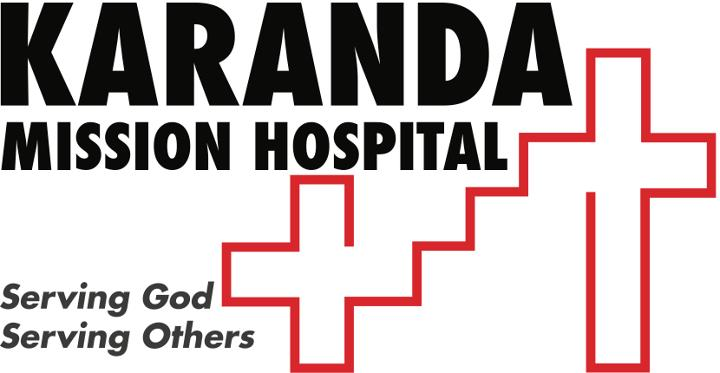
Миссионерский госпиталь "Каранда"

Христианские миссионеры организовали медицинские миссии как в Зимбабве, так и во многих других частях Африки. Миссионеры проводили обучающие курсы в школах, в профессионально-технических учреждениях, на сельскохозяйственных производствах и предоставляли больничное обслуживание. Христианство было важным фактором в создании системы здравоохранения в странах Африки к югу от Сахары в целом и Зимбабве в частности. Римско-католическая, англиканская, объединенная методистская церковь, адвентисты седьмого дня, лютеранская церковь, Церковь Христа и многие другие основали свои учреждения здравоохранения, действовавшие до обретения Зимбабве независимости. После обретения независимости Зимбабве церкви коренных народов также начали строить прицерковные больницы. На сегодняшний момент в Зимбабве существует 62 больницы, связанные с церковью. Эти больницы и клиники в Зимбабве обеспечивают 68% услуг здравоохранения в сельских районах Зимбабве и 35% – на национальном уровне.
Больницы, связанные с церковью, подпадают под действие Ассоциации церковных больниц Зимбабве (ZACH). ZACH была основана в 1974 году и является медицинским подразделением всех церквей в Зимбабве. В настоящее время её членами являются 130 больниц и клиник. Ассоциация подотчетна главе христианского вероисповедания (HOCD) в отношении работы медицинских учреждений, больниц и клиник. ZACH представляет собой связующее звено между главой христианских конфессий (HOCD), Министерством здравоохранения и заботы о детях (MOHCC), другими поставщиками медицинских услуг и другими агентствами.

### Школы
Школы Голландской реформатской церкви взяли на себя основную работу проводившейся среди шона. Эта конгрегация содержала 6 школ первого класса с 209 учениками и 7 школ второго класса с 434 учениками. Школ европейского уровня у миссий Голландской реформатской церкви было в два раза меньше, чем у католиков, но существенно больше (260) было школ третьего класса, где обучалось более 9 тыс. учеников. Миссии Англиканской церкви были широко распространены по стране, как в городах, так и в сельской местности. Среди 154 школ Уэслианского миссионерского общества, в которых преподавали 6 европейских и 75 африканских учителей, всего одно учебное заведение было первого класса, в нем обучалось 120 учеников. Три школы относились ко второму классу (215 учеников) и более 6 тыс. школьников проходили обучение в 137 школах третьего класса и вечерних. Уэслианское общество активно поддерживалось правительством в работе по просвещению коренного населения. Среди 103 школ Американской методистской епископальной церкви подавляющее большинство (91) также были школы третьего класса. В них обучалось более 3,5 тыс. учеников. Школы Американской объединенной миссии, сравнительно немногочисленные, отличались высокими стандартами обучения. Миссионеры содержали всего 17 школ третьего класса с почти тысячей учеников, но отличную репутацию имели две школы первого класса (236 учеников) и две школы второго класса (357 учеников). Лучшая школа объединенной миссии была расположена на юго-востоке Родезии на станции Маунт Силинда. Здесь были построены два школьных здания, интернат, церковь. Это был целый комплекс, где помимо интерната и начальной школы находился госпиталь, Библейская школа и педагогический колледж.  

## Экуменизм
С 1964 года в стране функционирует Совет церквей Зимбабве. Он является членом Всемирного совета церквей и Содружества христианских советов Южной Африки.

## Современность
Сегодня многие из старых протестантских церквей в Зимбабве входят в Зимбабвийский совет церквей, входящий во Всемирный совет церквей, в том числе и англиканская церковь, Евангелическо-лютеранская церковь Зимбабве, методистская церковь, реформатская церковь, Объединенная церковь Христа, каждая из которых является самостоятельным членом Всемирного совета. Более церкви являются членами Евангелического братства Зимбабве и Всемирного евангелического альянса. Статистика сообщает, что большинство жителей страны являются христианами (около 68 процентов), большинство из них являются членами протестантских общин. Остальные остаются приверженцами традиционных африканских религий.